# Bagnoli (Grosseto)
Bagnoli is een plaats (frazione) in de Italiaanse gemeente Arcidosso.

## Bezienswaardigheden
- De kerk van Santa Mustiola dateert uit 13e eeuw
- de kapel van de Geboorte van Christus, in Canali wijk
- de oude wollen molen van Bagnoli
- een daling van ongeveer 20 meter, noemen Cascata d'Acqua d'Alto.